# Zephyranthes cardinalis
Zephyranthes cardinalis är en amaryllisväxtart som beskrevs av Charles Henry Wright. Zephyranthes cardinalis ingår i släktet Zephyranthes och familjen amaryllisväxter.
Artens utbredningsområde är Bahamas. Inga underarter finns listade i Catalogue of Life.